# 本郷真紹
本郷 真紹（ほんごう まさつぐ、1957年 - ）は、日本の歴史学者。学校法人立命館理事補佐。立命館大学特命教授。専門は日本古代史・宗教史。

## 来歴
大阪府大阪市出身。1981年京都大学文学部卒業、1987年同大学院文学研究科博士課程単位取得。1992年富山大学人文学部助教授。1996年立命館大学文学部助教授。2000年より同教授、2023年同特命教授。2005年学校法人立命館常務理事、2007年同副総長。2013年同総長特別補佐、2015年より同理事補佐。

## 著書
- 『よもやま歴史風土記ー琵琶湖水系三都と諸国の「問故知新」ー』（法藏館、2024年）
- 〈共著〉『富山県の歴史』（山川出版社、1997年）
- 『白山信仰の源流―泰澄の生涯と古代仏教』（法藏館、2001年）
- <編著>『和国の教主 聖徳太子』（吉川弘文館、2004年）
- 『律令国家仏教の研究』（法藏館、2005年）
- ＜監修＞『考証 日本霊異記 上』（法蔵館、2015年）
- ＜監修＞『考証 日本霊異記 中』（法蔵館、2018年）
- 〈監修・共著〉『日本古代の国家・王権と宗教』（法蔵館、2024年）